# 佐久間みなみ
佐久間 みなみ（さくま みなみ、1997年11月18日 - ）は、フジテレビのアナウンサー。

## 経歴
愛知県名古屋市出身。中学1年時から高校2年の夏まで、母親の仕事の関係で、アメリカ合衆国のペンシルベニア州に住んでいた。日本へ帰国後に、上智大学国際教養学部へ進学。在学中は、生島企画室（現在のFIRST AGENT）所属のタレントとしても活動していた。大学卒業後の2020年4月1日付で、德田聡一朗および、生島企画室の同僚であった渡邊渚と共にアナウンサーとしてフジテレビに入社した。同年9月6日から2023年1月28日まで、『Go! Go! チャギントン』の第8代ナビゲーターを務めた。
2021年7月からは、『Live News イット!』の週末版を皮切りにスポーツキャスターとしての活動を開始した。2022年4月からは、『S-PARK』のメーンキャスターを2年間務めた。2024年の3月31日から週末限定で放送を再開した『すぽると!』（事実上の後継番組）でも、日曜版のメインキャスターを担当する。同年夏季のパリオリンピック期間中には、開催地のパリに滞在したうえで、フジテレビ系列向けの競技中継や関連番組のメインキャスターを任されていた。2024年の1月から、『全力!脱力タイムズ』の第3代アシスタントとして出演している。

## 人物
- 身長156 cm[14]。
- 名前の「みなみ」の由来は、あだち充作の『タッチ』に登場する浅倉南[15]。
- 実母からの勧めで、5歳から小学6年時までは新体操、小学4年時からは一時フィギュアスケートの教室に通っていた。フジテレビへの入社後も、『S-PARK』メーンキャスターへの就任を機に、パーソナルジムでのトレーニングや徹底的な食事管理を通じて「スポーツ関連の取材に耐えられるような体力作り」に励んでいるという[16]。
  - 『すぽると!』メーンキャスターの就任に合わせて製作された『すぽると!特別編集 佐久間みなみ 1stフォトブック みなみから』（2024年5月22日に講談社から刊行）には、新体操・フィギュアスケートでの演技や、ジムでのトレーニングの模様を撮影した写真が裏表紙などに収められている。ちなみに、新体操の撮影ではY字バランスや開脚、本人曰く「スケートリンクに立つこと自体が10年振り」であったフィギュアスケートの撮影ではスピンを競技用の衣装で披露[16]。このフォトブックは、発売から1週間足らずで講談社が重版を決定するなど、「アナウンサー関連のフォトブック・写真集」としては異例の売れ行きを記録している[17]。
- 大学時代は在学中の2017年度と2019年度に、学業成績が極めて優秀な学部生に授与される「上智大学学業優秀賞」を受賞[18][19][20]。
- 大学3年時に『ミスソフィアコンテスト2018』でグランプリを受賞した[14]。その際に準グランプリを受賞した佐々木舞音は1年後輩で、アナウンサーとして2022年にTBSテレビへ入社している[21]。
- ファッション誌『CanCam』の専属読者モデル「CanCam it girl」としても、活動していた[22]。
- TOEICでの最高得点は945点。『S-PARK』メインキャスターへの起用後は、英語によるスポーツ関連記事のフレーズを日本語による意訳を交えながら生放送中にしばしば引用。英語が母国語である（または英語を常用している）スポーツ関係者へ英語で直々に取材する機会も多く、食育栄養コンサルタントの資格も所持しているほか、過去には韓国語能力試験（TOPIK）で初級の認定を受けている[10]。
- 『S-PARK』メーンキャスターへの就任直後（2022年春）に、自身初のNPB（日本プロ野球）・MLB（メジャーリーグ）現地取材（いずれも藤川球児が同行）で以下の記録の達成に遭遇してからは、「（強運を）持っているアナウンサー」とも呼ばれている[23]。
  - 初めてのNPB現地取材は2022年4月10日（日曜日）の千葉ロッテマリーンズ対オリックス・バファローズ戦（『S-PARK』の本番前にZOZOマリンスタジアムで組まれていたデーゲーム）で、同番組向けの収録を兼ねて記者席で藤川と共に佐々木朗希（ロッテの先発投手）の投球チェックへ臨んでいたところ、佐々木はNPB公式戦史上16人目（28年振り）の9回完全試合を達成した。
  - 初めてのMLB現地取材は2022年5月で、ロサンゼルスのエンゼルスタジアムで22日（現地時間）にロサンゼルス・エンゼルス対タンパベイ・レイズ戦を取材していたところ、当時エンゼルスに在籍していた大谷翔平が7回裏に「野球生活で初めて」という満塁本塁打を放った。
- 趣味はギターの弾き語り、1人での映画鑑賞、1人でのカラオケ、大食い系の動画の鑑賞[10]。「元々は歌手を志していた」とのこと[24]で、中学・高校生時代にはコーラス団に所属していた[25]。上智大学への進学を機に「学生タレント」としての活動を始めてからは、音楽のセンス、歌唱力、ギターの弾き語りで「プロ顔負け」との評価を受けている[26]。
  - テレビ単営局であるフジテレビへの入社後は、アナウンス業務と並行しながら、「フジアナ」（フジテレビアナウンサー有志で構成するバンド）のメインボーカル・作曲担当としてYouTubeの「フジテレビアナウンサーch」を中心に活動。1人でギターの弾き語りを披露する動画も、SNSで随時公開している。
    - 2016年の4月改編で終了していた『すぽると!』のレギュラー放送再開（2024年4月）に際しては、日曜版のメーンキャスターと合わせて、「miwaとのコラボレーションによるアスリートへの応援企画」として『Our Time』（土・日曜版共通のテーマソング）の作詞と歌唱を担当[24]。ニッポン放送が4月15日の未明に放送した『佐久間みなみとmiwaのミッドナイトすぽると!』（事前収録による関東ローカル向けの特別番組）では、「学生タレント」時代に担当する機会のなかったラジオパーソナリティを初めて務めた[27]。

## 出演番組

### フジテレビ入社後

#### テレビ
レギュラー出演番組・キャスター名（地上波）
| 期間 | 期間   | 月曜日                                 | 火曜日                                 | 水曜日                                 | 木曜日                             | 金曜日   | 土曜日                                       | 日曜日                                       |
| --- | ------ | -------------------------------------- | -------------------------------------- | -------------------------------------- | ---------------------------------- | -------- | -------------------------------------------- | -------------------------------------------- |
| 2020.9 | 2021.3 | Live News イット! フィールドキャスター | Live News イット! フィールドキャスター | Live News イット! フィールドキャスター | バイキングMORE プレゼンター        | （なし） | （なし）                                     | （なし）                                     |
| 2021.4 | 2021.6 | Live News イット! フィールドキャスター | Live News イット! フィールドキャスター | Live News イット! フィールドキャスター | （なし）                           | （なし） | （なし）                                     | （なし）                                     |
| 2021.7 | 2022.4 | （なし）                               | （なし）                               | Live News イット! フィールドキャスター | （なし）                           | （なし） | Live News イット!Weekend スポーツキャスター1 | Live News イット!Weekend スポーツキャスター1 |
| 2022.4 | 2022.9 | （なし）                               | ポップUP! プレゼンター                 | ポップUP! プレゼンター                 | （なし）                           | （なし） | S-PARK メーンキャスター2                     | S-PARK メーンキャスター2                     |
| 2022.10 | 2024.3 | （なし）                               | （なし）                               | （なし）                               | （なし）                           | （なし） | S-PARK メーンキャスター2                     | S-PARK メーンキャスター2                     |
| 2024.4 |        | （なし）                               | （なし）                               | （なし）                               | FNN Live News α スポーツキャスター | （なし） | （なし）                                     | すぽると! 日曜版メーンキャスター             |
| 備考 - 1生野陽子が産休のため、スポーツキャスターを担当していた内田嶺衣奈が生野の後任を担当するための後任。 - 2宮司愛海の後任。 |        |                                        |                                        |                                        |                                    |          |                                              |                                              |

上記以外の番組

- さんまのFNSアナウンサー全国一斉点検2020（2020年4月18日） - フジテレビアナウンサーとして初出演
- ネプリーグ（2020年8月24日 - ） - 2回出演
- Go!Go!チャギントン（2020年9月6日 - 2023年1月28日、BSフジ） - ナビゲーター
- FNNニュース（2020年12月29日、2022年1月1日） - 夕方枠キャスター
- FNN Live News α（2021年9月13日・20日） - 三田友梨佳夏季休暇時の代理メーンキャスター
- Mr.サンデー（2021年9月19日） - 三田友梨佳夏季休暇時の代理総合司会（アシスタントキャスター）
- お台場馬術部（2020年10月 - 2021年9月） - 隔週部員（2020年10月は毎週）
- S-PARK
  - （2022年3月6日） - ニュースキャスター
  - （2022年3月20日） - ゲスト出演
- ミステリと言う勿れ 第10話（2022年3月14日）
- 週末はウマでしょ!（2021年7月 - 2022年3月） - アシスタント
- 新しいカギ（2021年4月 - 2022年3月） - コーナーMC（「AIがジャッジ!発音カラオケ」のコーナーMC。）
- キスマイ超BUSAIKU!?（2022年9月1日） - 「キスブサ抜き打ち旅in木更津」結婚式の友人代表に関する現場での司会
- Tune（2022年4月 - ） - 月替わりMC
- スポーツ中継 - 柔道・サッカー・フィギュアスケート・競馬・格闘技などの中継を進行（2022年 - ）
- 始球式 広島東洋カープ－東京ヤクルトスワローズ（2023年8月27日、マツダスタジアム）[28]
- 中居正広のプロ野球珍プレー好プレー大賞（2023年12月7日、2024年12月5日） - 進行
- THE MANZAI マスターズ（2023年12月10日） - 進行
- FNNニュース（2024年1月4日） - 年始版深夜キャスター
- ジャンクSPORTS（2023年12月 - ） - 進行
- 全力!脱力タイムズ（2024年1月 - ） - キャスター
- 2024年パリオリンピック
  - フジテレビ系列向けの競技中継と関連番組で、石川佳純（元卓球選手）と共にメーンキャスターを担当。閉幕の2日後（8月13日）には、派遣先からのパリから帰京したうえで、『生ジャンクSPORTS』（日本代表で出場した選手の一部が生放送で一堂に会した特別番組）をフジテレビの本社スタジオから単独で進行している。
- 2024年MLBワールドシリーズ
  - 日本国内向けの地上波放映権を取得していたフジテレビが、全試合の中継を東京（同局本社）からのオフチューブ方式で全国向けに放送することを受けて、アメリカ国内での試合会場（ドジャースタジアムとヤンキースタジアム）からのリポートを担当[29]。この年から大谷翔平と山本由伸が所属するロサンゼルス・ドジャースのシリーズ制覇が決まった第5戦（日本時間の10月31日にヤンキースタジアムで開催）では、ドジャースナインによる試合後のシャンパンファイトの模様を、山本へのインタビューを交えながら生中継で伝えていた[30]。

#### ラジオ
いずれも、ニッポン放送の関東ローカル向け番組
- 高田文夫のラジオビバリー昼ズ（2022年3月8日） -  藤井弘輝（先輩アナウンサーで藤井フミヤの長男）と揃って生放送にゲスト出演[31]
- 佐久間みなみとmiwaのミッドナイトすぽると!（2024年4月15日の1:40 - 3:00） - miwaと共同でパーソナリティを担当[27]

### フジテレビ入社前

#### テレビ
- 魁!ミュージック（2017年3月14日、フジテレビ） - 美女仮面レポーター
- 全力坂（2017年10月3日、テレビ朝日） - インフォマーシャル担当
- ZIP! ローカルパート（2018年4月 - 2019年3月、静岡第一テレビ） - 「静岡Weather」担当

## その他の活動

### 書籍
- 「『すぽると!』特別編集　佐久間みなみ1stフォトブック みなみから」（2024年5月22日発売、講談社、ISBN 978-4-06535-855-9）[32]
  - 日本国内で2024年5月20日以降の1週間に販売された書籍を対象にオリコンが算出した6月3日付の「ORICON週間BOOKランキング」によれば、発売初週の累計売上部数は約2,000部で、（風景やアナウンサー以外の人物・キャラクターなどを撮影した作品を含む）「写真集」部門の2位にランクイン[33]。「女性作品」に限れば1位であったため、「講談社が発売の開始から1週間足らずの間に重版を決定する」という事態に至った[17]。

### 楽曲
- Our Time（2024年4月10日、配信限定シングル） ※佐久間みなみ feat. miwa 名義[34]
  - 自身がメーンキャスターを務める『すぽると!』（2024年4月改編からの復活版）のテーマソングで、作詞と歌唱を担当。
  - miwaは、「miwa Live Tour 2024 "7th”」（全国ツアー）の初日公演（2024年5月17日にZepp Divercityで組まれていた東京公演）に際して、佐久間に「サプライズゲスト」としての出演を打診。その結果、佐久間は当日のアンコールでこの曲をmiwaと熱唱することによって、フジテレビ局外の音楽系ライブイベントへの本格的なデビューを果たした[35]。

### 定期刊行誌への登場
- 美学生図鑑（2017年、美学生図鑑） - 上智大学への在学中に登場
- 週刊ビッグコミックスピリッツ2023年第16号（2023年3月20日発売、小学館) - 表紙と巻頭グラビアに登場[36][37]